# Pseudopleuropus morrisonensis
Pseudopleuropus morrisonensis är en bladmossart som beskrevs av Noriwo Takaki 1955. Pseudopleuropus morrisonensis ingår i släktet Pseudopleuropus och familjen Brachytheciaceae. Inga underarter finns listade i Catalogue of Life.